# 春之歌
《春之歌》（日語：ハルウタ）是日本樂隊生物股長的第23張單曲，於2012年4月25日由Epic Records Japan Inc.發售。

## 概要
本作跟前作《總有一天》相隔3個月發售，是生物股長在2012年發行的第2張單曲。單曲在初回期間會以動畫電影《名偵探柯南：第11位前鋒》的大號宣傳貼紙包裝，並附送「生物卡片029」一張。單曲只收錄一首歌曲《春之歌》，跟上張同樣只收錄一首歌曲的單曲《因為有你》相隔4作。由於本作跟《名偵探柯南》有商業搭配，所以價格定為570日圓。「5」的日語發音為「（Go）」，「7」則是「（Nana）」，加起來跟「柯南」的讀音「（Konan）」發音相近。 封面照自第16張單曲《笑中帶淚》以來再次只有主唱吉岡聖惠一個人。
2012年4月14日，生物股長在巡迴演唱會第一天，在新潟縣長岡市City Plaza Aōre長岡的演出首次披露《春之歌》。
本作在Oricon公信榜周榜的排名跟前作《總有一天》一樣，同為第4位。不過，本作僅以首周銷量（約3.5萬張）就超過了前作當時的累積銷量。

## 歌曲
《春之歌》是於2012年4月14日上映的東寶電影《名偵探柯南：第11位前鋒》的主題歌。這個消息於同年2月22日公布。生物股長上一次提供動畫歌曲已是3年前的《螢之光》，而且這是組合第一首日本動畫電影的主題曲。另外，這亦是由成員山下穗尊製作的歌曲首次跟動畫作商業搭配。值得一提的是，在《春之歌》之前動畫《名偵探柯南》電視版和劇場版的歌曲幾乎都是唱片公司Being旗下藝人的歌曲（生物股長的唱片公司是Epic Records Japan Inc.）。上一首不是Being的劇場版主題曲已經是1997年上映的《名偵探柯南：引爆摩天樓》的《Happy Birthday》。電視版中上一首則是1998年的TWO-MIX《TRUTH～A Great Detective of Love～》。
《春之歌》以「春天的邂逅和離別」為主題。由於上述電影的標題有「前鋒（ストライカー）」一詞，所以電影製作方要求生物股長製作一首中板的歌曲，而非抒情曲。據山下穗尊所講，他盡可能不離開電影太遠，亦不過於貼近電影，以生物股長的風格來寫成這首歌。在製作樣本唱片的階段，這首歌的節奏比成品慢得多，主唱吉岡聖惠形容當時的《春之歌》比較像一首民謠，之後才為電影而將歌曲改快，加強了歌曲的搖滾色彩。另外，歌詞中一句（總有一天我們會成為大人　然後就能相見）其實跟柯南的遭遇——實際是大人，但變成了小孩——有所關連。
音樂影片（PV）於3月27日在東京造形大學的校舍內拍攝。PV中拍攝了成員和支援樂手在佈景裏一起演奏《春之歌》的情景。

## 歌曲列表
| CD   | CD                    | CD       | CD     | CD               | CD   |
| 曲序 | 曲目                  | 词曲     | 编曲   | 弦編曲           | 时长 |
| ---- | --------------------- | -------- | ------ | ---------------- | ---- |
| 1.   | 春之歌                | 山下穗尊 | 江口亮 | 江口亮、村山達哉 | 4:55 |
| 2.   | 春之歌 -instrumental- | －       | －     |                  |      |

## 外部連結
- 生物股長官方網站（日語）
- Sony Music（日語）
- 台灣索尼音樂[永久]